# Inon Zur
Inon Zur (Hebreeuws: ינון צור) (geb. 4 juli 1965) is een Israëlisch-Amerikaans componist voor film, televisie, en computerspellen.
Zur begon oorspronkelijk met het schrijven van muziek voor film en televisie, later ook voor computerspellen. Tijdens zijn carrière heeft hij voor meer dan 50 spellen, 15 televisieprogramma's, en 10 films muziek geschreven. Daarnaast is hij meerdere keren genomineerd voor diverse prijzen, waarvan hij er 3 heeft gewonnen.

## Carrière
Zur werd geboren in Israël en leerde op jonge leeftijd al een muziekinstrument bespelen. Hij studeerde af aan het conservatorium van Tel Aviv waarna hij in 1990 emigreerde naar de Verenigde Staten. Daar heeft hij ook gestudeerd aan de Universiteit van Californië - Los Angeles.
Zijn carrière startte in 1994 waar hij werkte aan de soundtrack voor films zoals Yellow Lotus, en televisieprogramma's zoals Digimon en Power Rangers. Zur ontving in 2002 een Telly Award voor zijn werk aan Power Rangers: Turbo.
Zur zocht naar een nieuwe uitdaging en vond deze in het componeren voor computerspellen. Zijn eerste spelmuziek schreef hij voor Star Trek: Klingon Academy. Hierna volgden de titels Baldur's Gate II: Throne of Bhaal in 2001 en Icewind Dale II in 2002. Met laatstgenoemde titel werd hij voor het eerst genomineerd voor Game Audio Network Guild's Muziekprijs van het Jaar.

## Live-concerten
De composities van Zur zijn meerdere keren live ten gehore gebracht. Het eerste concert was in de hoofdstad Seoel in Zuid-Korea op 30 mei 2006, waarbij muziek uit het spel Lineage II werd gespeeld. In 2008 werd muziek uit Crysis in Leipzig, Duitsland gespeeld, en in 2009 muziek uit Dragon Age: Origins en Prince of Persia in Sydney, Australië.

## Werken

### Films
- Yellow Lotus (1995)
- Ashes (1997)
- Casper: A Spirited Beginning (1997)
- Curse of the ShadowBorg
- The Refugee (1998)
- Rusty: A Dog's tale (1998)

- Ke lanh nan (1998)
- Escaflowne (2000)
- Power Ranger in 3D: Triple Force (2000)
- Harold Hancock: Life in Light (2000)
- Reclaim (2014)
- Welcome to Forever (2015)

### Televisie
- Valley of the Dolls (1994)
- The Vision of Escaflowne (1996)
- BeetleBorgs (1996-1998)
- Power Rangers: Turbo (1997)
- Ramadhan in Indonesia (1998)
- Mystic Knights of Tir Na Nog (1998-1999)
- Au Pair (1999)

- Big Guy and Rusty the Boy Robot (1999-2001)
- Power Rangers: Lost Galaxy (1999)
- St. Patrick: The Irish Legend (2000)
- Final Ascent (2000)
- Au Pair II (2001)
- Power Rangers: Time Force (2001)

### Computerspellen
- Star Trek: Klingon Academy (2000)
- Fallout Tactics: Brotherhood of Steel (2001)
- Baldur's Gate II: Throne of Bhaal (2001)
- Icewind Dale II (2002)
- Run Like Hell (2002)
- Lineage II (2003)
- SOCOM II (2003)
- Syberia II (2004)
- Shadow Ops: Red Mercury (2004)
- Men of Valor (2004)
- Prince of Persia: Warrior Within (2004)
- Prince of Persia: The Two Thrones (2005)
- Pirates of the Caribbean: The Legend of Jack Sparrow (2006)
- Company of Heroes: Opposing Fronts (2007)
- Naruto: Rise of a Ninja (2007)

- Crysis (2007)
- Fallout 3 (2008)
- Prince of Persia (2008)
- Dragon Age: Origins (2009)
- James Cameron's Avatar: The Game (2009)
- Fallout: New Vegas (2010)
- RIFT (2011)
- Dragon Age II (2011)
- Soulcalibur V (2012)
- Guardians of Middle-earth (2012)
- Fallout 4 (2015)
- Syberia III (2017)
- Fallout 76 (2018)
- Syberia: The World Before (2022)
- Starfield (2023)

## Prijzen en nominaties
| Jaar | Prijs                          | Werk                 | Uitslag     |
| ---- | ------------------------------ | -------------------- | ----------- |
| 1997 | Telly Award                    | Power Rangers: Turbo | Gewonnen    |
| 2002 | Muziekprijs van het Jaar       | Icewind Dale II      | Genomineerd |
| 2004 | Game Audio Network Guild       | Men of Valor         | Gewonnen    |
| 2008 | BAFTA-prijs                    | Fallout 3            | Genomineerd |
| 2009 | Hollywood Music In Media Award | Dragon Age: Origins  | Gewonnen    |
| 2012 | Game Audio Network Guild       | Dragon Age II        | Genomineerd |
| 2015 | Audio Network Guild Awards     | Sword Coast Legends  | Genomineerd |